# 바람의 아들
《바람의 아들》은 1995년 8월 30일부터 1995년 11월 2일까지 방영된 KBS 2TV 수목 미니시리즈이다.
이 드라마는 그 동안 영화에 전념하던 신현준의 첫 드라마이며, 이병헌의 연기 변신과 손창민의 첫 악역 변신으로 기대를 모았으나, 비슷한 소재인 《모래시계》의 대흥행으로 인해 주목받지 못했다. 하지만 출연한 주연 배우들 모두 화제의 인물로 급부상했으며, 김희선이 성인 연기자로 발돋움하기 시작한 드라마이기도 하다.

## 줄거리
일제 시대 일본에서 함께 유학생활을 하며 절친이었던 권무혁(김세윤)과 장한기는 일본 학도병으로 끌려가다가 겨우 탈출에 성공한다. 그러나 이후 권무혁의 배신으로 독립투사들이 죽어나가고, 해방이 되어 조국으로 돌아온 권무혁은 정치에 도전하지만 이를 완곡히 말리는 장한기를 간첩 혐의로 죽음에 이르게 한다. 이 때 장한기에게는 일본으로 유학하기 전 결혼한 아내와 세 아들이 있었는데 막내아들이 태어나자 마자 사형을 당하는 바람에 아내도 충격으로 세상을 떠나 세 아들은 고아원에서 어린 시절을 보낸다. 이 중 둘째는 권무혁에게 입양되어 '권산'이라는 이름으로 살아가고, 나머지 두 아들 '장하수'는 원양어선을 타고 유랑생활을 하고, '장홍표'는 떠돌이 생활을 하던 중 수연이라는 여인과 사랑에 빠진다.
세월이 흘러 1975년, 이리(현재 익산시), 서울에서 대학을 다니다 휴교령 때문에 군산에 내려온 권산 (신현준)은 군산지역 보궐선거에 권무혁이 출마하자 선거유세를 돕는다. 이 때 아버지의 라이벌 이수학 후보의 서녀인 이연화(김희선)와 사랑에 빠지지만, 권산의 이복형 권유승(손창민)은 대학시절부터 연화를 말없이 사랑해왔다. 어느날 권무혁의 진실을 알려주기 위해 연화의 어머니 유혜미 집에 찾아온 장하수가 의문의 뺑소니사고로 사망하고, 이 사건을 계기로 권산과 장홍표는 재회하게 된다. 이와 동시에 형의 사망 원인이 누군가에 의한 살인이라고 짐작한 권산은 그동안 유약하게 살아온 자신의 삶을 정리하고 진실을 찾기 위해 사랑하는 연화와 이별한다.
상심한 연화는 자신을 사랑하는 권유승과 정략결혼을 결심한다.
몇 년 후, 형의 죽음이 친아버지의 죽음과도 관련되어있음을 밝히게 되고 친아버지와 형을 죽인 사람이 각각 자신이 존경하던 아버지와 이복형이라는 사실을 알게 된 권산. 하지만 이 진실을 덮기 위한 이복형 권유승의 음모로 죽임을 당할 위기를 맞게 된다. 다행히 이 사건을 접한 연화의 신고와 장홍표의 도움으로 목숨을 건지고 모든 진실을 세상에 알린다. 이 사건으로 인해 그동안 죄책감 속에 살아온 권무혁은 자살로 생을 마감하고, 살인사건을 전두지휘한 권유승은 체포된다. 그러나 이미 유승의 아이를 가지게 된 연화는 끝까지 유승의 곁에 있겠다는 암시를 남긴 채 끝을 맺는다.

## 등장 인물
- 손창민 : 권유승 역
- 이병헌 : 장홍표 역
- 신현준 : 권산 역
- 김희선 : 이연화 역
- 김영철 : 장하수 역
- 이일화 : 임수연 역
- 이혜영 : 허미숙 역
- 김세윤 : 권무혁 역
- 오지명 : 이수학 역
- 신구 : 허봉출 역
- 홍성민 : 최달근 역
- 김영애 : 유혜미 역
- 정재순 : 권유승 모친 역 - 권산의 어머니
- 김희라
- 곽경환
- 주호성
- 박종설
- 최우혁
- 송금식
- 김하균
- 김상중
- 나한일
- 김해숙
- 최병학
- 박근형
- 박상조
- 박현영
- 김동현
- 신귀식
- 이춘식
- 박종관
- 김성찬
- 이성용
- 김광필
- 김정민
- 강민석
- 하다솜
- 김덕현
- 한규희
- 이한위
- 차태현
- 박상아
- 송윤아
- 이형철
- 최재원

## 참고 사항
- 김희선이 분한 이연화 역은 당초 이승연이 낙점되었으나 MBC 《호텔》의 강행군으로 건강이 악화돼 쉬겠다는 의사를 표명함에 따라 김희선이 대타로 들어갔다.[1]
- 당초 신현준은 권유승 역이었으나 선이 날카로우면서 섬세한 눈매를 보고 작가 손영목과 김종식 PD가 극본을 수정하여 손창민이 맡기로 했던 권산 역으로 바뀌게 되었고,[2] 손창민은 권유승 역을 맡았다.
- 임수연 역에는 당초 톱스타들을 물망에 올렸으나 캐스팅에 실패하자 SBS 공채 출신 이일화를 우여곡절 끝에 낙점시켰는데[3] 이 과정에서 SBS 측과 한때 마찰을 빚었다.
- 1995년 8월 30일과 9월 6일 상소리를 늘어놓은 대목을 여과 없이 방영하는 동시에 합동 유세장에서 양측의 선거원들이 폭행하는 장면을 장시간으로 내보내어 방송위원회(현 방송통신심의위원회)로부터 '경고' 및 '해당 프로그램 제작 책임자에 대한 경고' 조치를 받았다.[4]

## 수상 경력
- 1995년 KBS 연기대상 남자 우수연기상 이병헌
- 1995년 KBS 연기대상 여자 신인연기상 김희선
- 1996년 백상예술대상 TV부문 남자 최우수연기상 이병헌